# Dsjanis Simanowitsch
Dsjanis Wassiljewitsch Simanowitsch (belarussisch Дзяніс Васільевіч Сімановіч, international nach World-Athletics-Schreibweise englisch Dzianis Simanovich; * 20. April 1987 in Kischineu, Moldauische SSR) ist ein belarussischer Geher.

## Karriere
Dsjanis Simanowitsch gelang bisher sowohl ein nationaler als auch ein internationaler Erfolg.
So konnte sich Simanowitsch 2009 bei den U23-Europameisterschaften im litauischen Kaunas über die Strecke von 20 km in 1:22:57 h die Silbermedaille zwischen dem erstplatzierten Spanier Miguel Ángel López (1:22:23 h) und dem Dritten Matteo Giupponi aus Italien (1:23:00 h) sichern.
2010 war Simanowitsch bei den belarussischen Meisterschaften in Hrodna ebenfalls im 20-km-Gehen siegreich – er gewann in 1:21:39 h.